# Segú
Segú (en francés: Ségou) es una ciudad en la zona central de Malí, capital de la región homónima, a unos 235 km al noreste de la capital del país, Bamako.
Está bien comunicada con la capital y con Mopti (la Venecia de África), bien sea por carretera que se encuentra en muy buen estado o por barco en travesía por el río Níger el cual pasa por la ciudad.

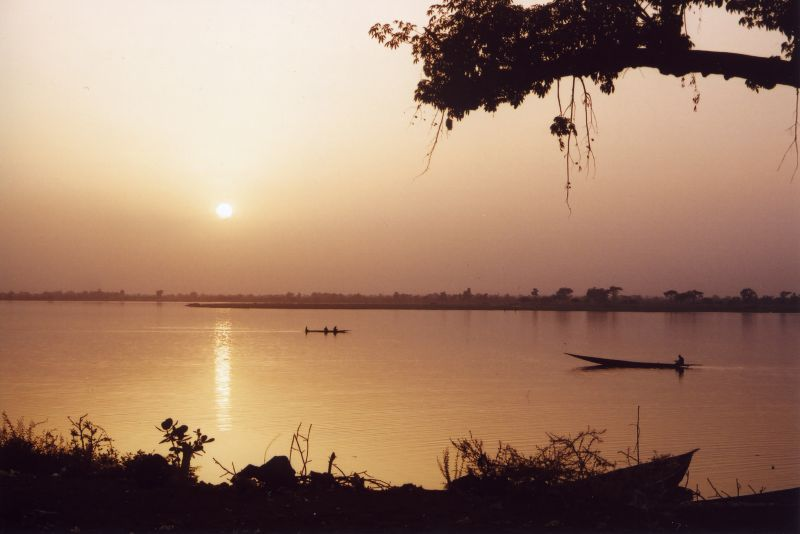
Costa del río Níger en Segú.

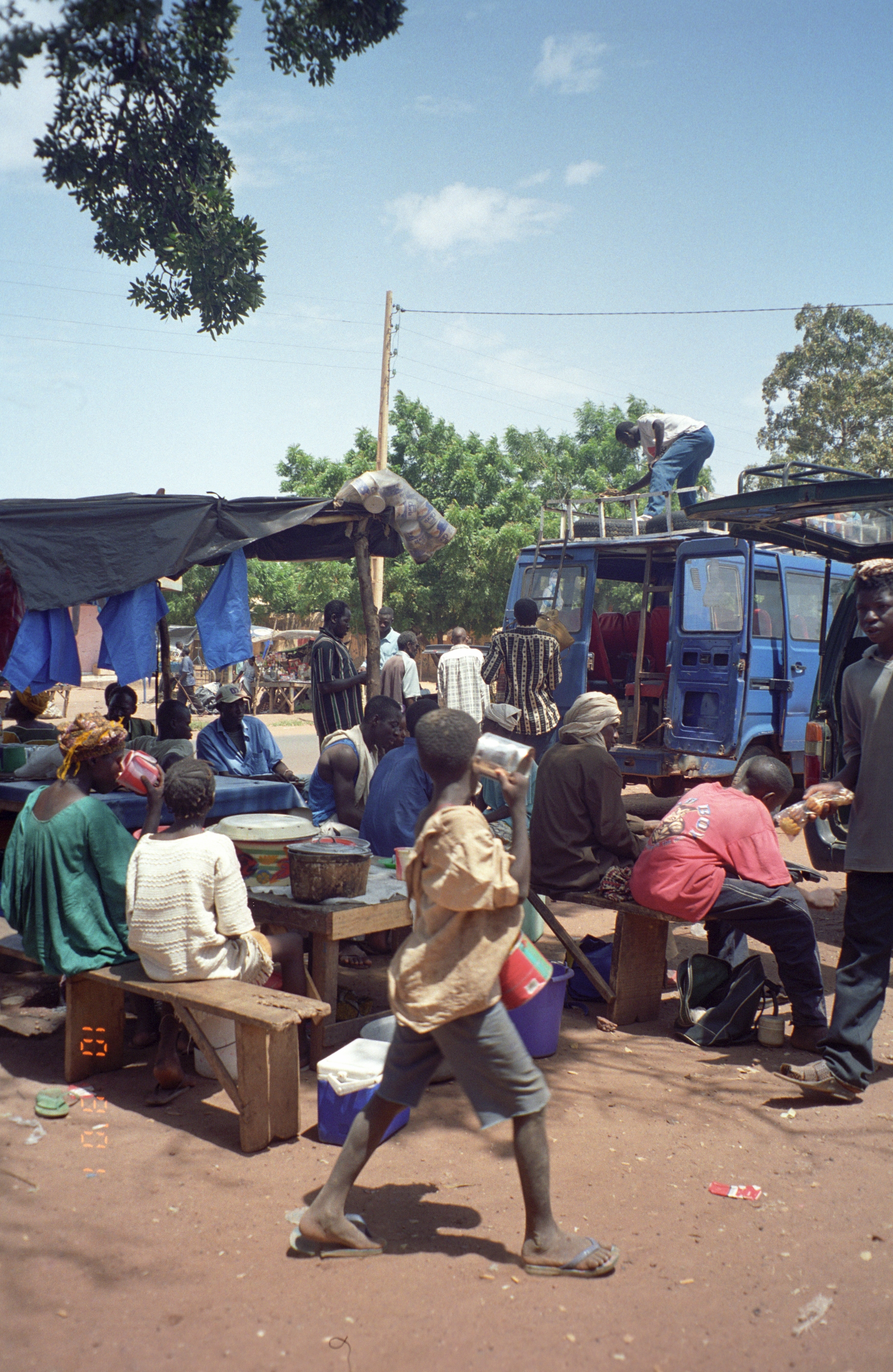
Estación de buses de Segú.

Como ciudad, se puede decir que es una de las más limpias y llamativas de Malí, la tercera en importancia por sus 100 000 habitantes, con una zona de amplias calles y construcciones coloniales y un paseo a la orilla del río que recorre prácticamente toda la ciudad.
Turísticamente Segú está bien preparada y tiene instalaciones acondicionadas para acoger a los visitantes, así como muchas tiendas de arte típico de la zona como trabajos en madera, abalorios y multitud de piezas y trabajos en piel propios de los tuareg que viven por la zona. Muy recomendable es visitar su vivo mercado que es una combinación de las "estrategias comerciales más agresivas jamás inventadas" y la relación que se establece entre vendedor y comprador gracias al regateo.
Las personas de Segú son como en todo el país muy amables y simpáticas, comerciantes natos y muy abiertos con los extranjeros a los cuales no dudan en saludar incluso entablan conversación fácilmente. Es recomendable hablar algo de francés y aprender algunas palabras en sus lenguas nativas de las que la más importante es el bambara.

## Personalidades relacionadas con la ciudad
- Noukoun Kone (1909-1988), oficial y compañero de la liberación
- Soungalo Malé (1920-), fotógrafo.
- Fanta Damba (1938-), cantante y compositora.
- Babani Kone (1968-), cantante y compositora.